# Clavulinopsis amoena
Clavulinopsis amoena är en svampart som först beskrevs av Zoll. & Moritzi, och fick sitt nu gällande namn av Corner 1950. Clavulinopsis amoena ingår i släktet Clavulinopsis och familjen fingersvampar.   Inga underarter finns listade i Catalogue of Life.

## Bildgalleri

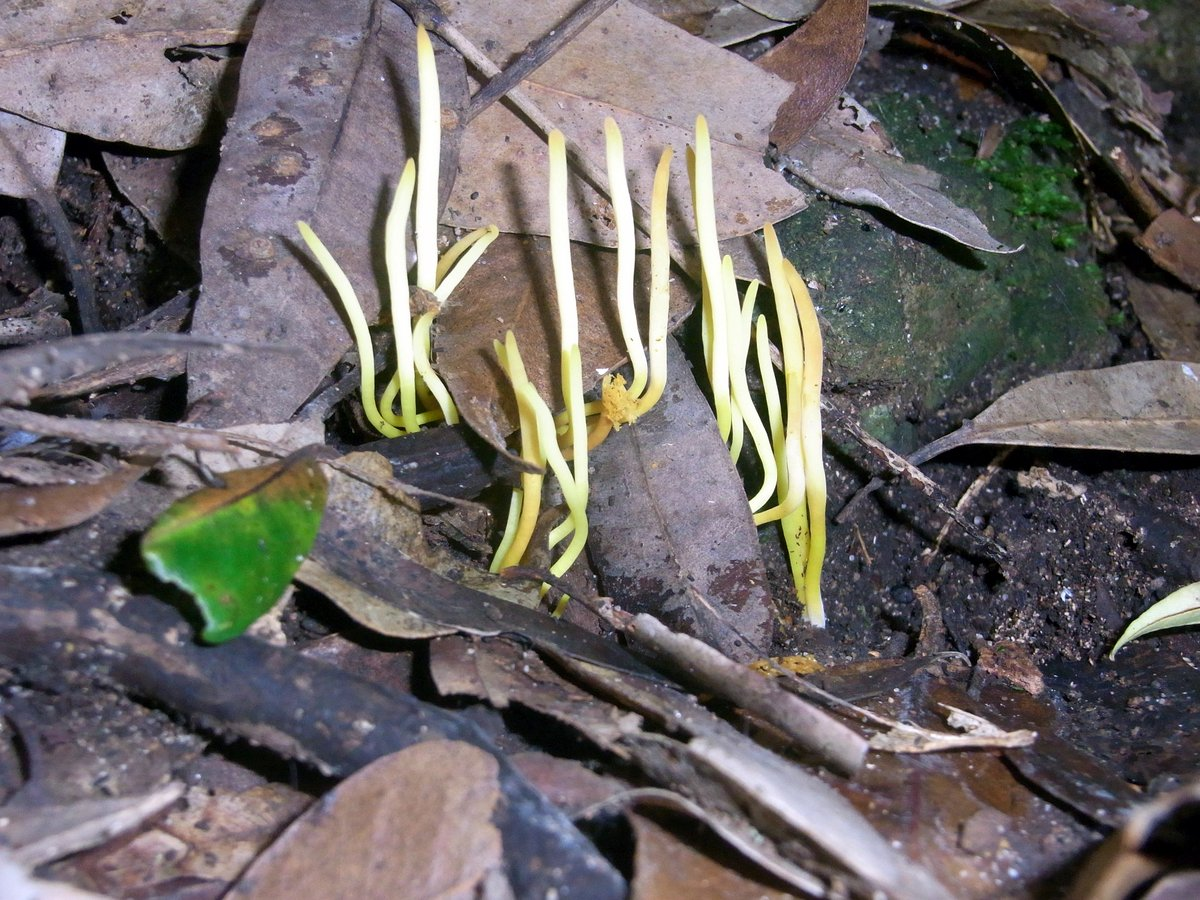